# Biblioteca de Tianjin
Biblioteca da nova área de Tianjin Binhai  ( Chinese    ), apelidada de The Eye, é uma biblioteca em Tianjin, na China. Faz parte do Centro Cultural Binhai, sendo uma de suas cinco atrações centrais. 

## Arquitetura e descrição
A biblioteca de cinco andares tem um espaço total de 33.700 metros quadrados  Possui estantes com prateleiras do chão ao teto, com capacidade para armazenar 1,2 milhão de livros e uma grande e luminosa esfera no centro que serve como um auditório com capacidade para 110 pessoas. A biblioteca é apelidada de 'The Eye' porque a esfera, que parece uma íris, pode ser vista do parque lá fora através de uma abertura em forma de olho.
O primeiro e o segundo andar contêm principalmente áreas de lounge e salas de leitura. Os andares acima têm salas de computadores, salas de reuniões e escritórios. Há também dois pátios na cobertura. Devido à decisão de concluir a biblioteca rapidamente e a um conflito com o que foi oficialmente aprovado, o átrio principal não pode ser usado para armazenamento de livros; as salas que davam acesso às camadas superiores das prateleiras não foram construídas e as encadernações foram impressas nas costas do espaço das prateleiras para as fotografias do dia da abertura.

## Construção
A biblioteca foi projetada pelo escritório de arquitetura MVRDV com sede em Roterdã, juntamente com o Instituto de Planejamento e Design Urbano de Tianjin (TUPDI), um grupo de arquitetos locais. Devido a um cronograma apertado de construção por parte do governo local, o projeto passou de desenhos preliminares para suas portas abrindo em três anos. Foi inaugurado em outubro de 2017. 